# Frans van Longueville
Frans van Longueville ook bekend als Frans III van Saint-Pol (1570 - 7 oktober 1631) was van 1601 tot aan zijn dood graaf van Saint-Pol. Hij behoorde tot het huis Orléans-Longueville.

## Levensloop
Frans was de tweede zoon van hertog Eleonor van Longueville en diens echtgenote Maria van Bourbon-Vendôme, gravin van Saint-Pol.
In 1601 volgde hij zijn moeder als graaf van Saint-Pol. Ook werd Frans benoemd tot gouverneur van Orléans, Blois en Tours. In die hoedanigheid commandeerde hij in 1621 tijdens de Hugenotenopstanden het leger van Orléans en Blois, waarbij hij de hugenoten in Jargeau bestreed.
Op 5 februari 1595 huwde hij met Anne de Caumont (1574-1642), dochter van Geoffroy de Caumont, markgraaf van Fronsac. Ze kregen een zoon Eleonor (1605-1622), die vanaf 1608 hertog van Fronsac was. Na de dood van Leonor in 1622 erfde Frans de titel van hertog van Fronsac.
In oktober 1631 overleed Frans op 61-jarige leeftijd. Omdat hij zonder mannelijke nakomelingen stierf, ging het graafschap Saint-Pol naar zijn neef Hendrik II, terwijl het hertogdom Fronsac onder de controle van de Franse kroon kwam.
- Bibliothèque nationale de France: cb134966603 (data)
- International Standard Name Identifier: 0000 0000 0186 0767
- Système universitaire de documentation: 172674735
- Virtual International Authority File: 32153383